# Mister Ed
Mister Ed é uma série de televisão americana de comédia produzida pela Filmways, que foi ao ar pela primeira vez por Syndication, de 5 de janeiro à 2 de julho de 1961 e, posteriormente, pela CBS, de 1 de outubro de 1961 até 6 de fevereiro de 1966. Antes disto, de acordo com o IMDb, havia sido gravado um episódio piloto em 1958 com o título The Wonderful World of Wilbur Pope, mas que não foi ao ar. Mister Ed foi a primeira série a ser lançada no meio da temporada americana. Anos depois Batman repetiria o feito.
A estrela do programa era Mister Ed, um inteligente cavalo palomino que podia falar. Seu dono era o nervoso arquiteto Wilbur Post (interpretado por Alan Young). Muito do humor do programa devia-se ao fato de que Mister Ed podia falar apenas com Wilbur, o que fazia com que as pessoas frequentemente tomassem o homem por louco. Além disso, Ed tinha um gosto peculiar para arrumar encrencas. O produtor do programa era Arthur Lubin, amigo de Mae West, que apareceu como estrela convidada em um episódio de 1964.

## Elenco
- Allan Lane...Mister Ed (voz)
- Alan Young...Wilbur Post
- Connie Hines...Carol Post
- Larry Keating...Roger Addison
- Edna Skinner...Kay Addison
- Leon Ames...Gordon Kirkwood
- Florence MacMichael...Winnie Kirkwood

## Influências
O programa derivou-se de um conto chamado Ed Takes the Pledge de Walter R. Brooks, da série infantil Freddy the Pig. As histórias se baseavam em animais que conversavam e interagiam com os humanos.
O conceito do programa era similar ao filme Francis the Talking Mule. Embora o filme tivesse sido lançado antes que a versão para a televisão, o livro de Brooks foi publicado antes de Francis the Talking Mule.

## Mister Ed
O cavalo que interpretou Mister Ed no primeiro episódio era outro que o do restante da série. A razão da mudança é desconhecida.
Mister Ed (1949-1970) tinha a voz do caubói e astro de filmes B Allan Lane quando falava e de Sheldon Allman quando cantava, exceto sua fala na música tema, que foi feita pelo próprio compositor Jay Livingston).  
Lane permaneceu anônimo como a voz de Mister Ed, e os produtores do programa referiam-se a ele como "um ator que prefere permanecer anônimo". Quando o programa se tornou um sucesso, Lane pediu o crédito mas não foi atendido. Os créditos pela fala de Mister Ed apareciam como "Ele mesmo"; contudo, o nome verdadeiro do cavalo era Bamboo Harvester. 
Mister Ed passou a sofrer de uma variedade de problemas de saúde desde 1968, e em 1970 ele foi sacrificado sem publicidade e enterrado na Fazenda Snodgrass em Oklahoma.

### Outros personagens
Wilbur tinha uma esposa tolerante chamada Carol, além dos vizinhos: Addisons (até 1963, ano em que Larry Keating morreu) e os Kirkwoods. 
Na última temporada, o programa ficou centrado na vida doméstica dos Posts, com a mudança do pai de Carol no começo da temporada.
Connie Hines se aposentaria poucos anos depois do fim da série, mas ela e Alan Young continuaram a fazer aparições públicas juntos.

## Curiosidades
- A canção tema era de Jay Livingston e Ray Evans e cantada no programa pelo próprio Livingston.
- O patrocínio da série, de 1961 a 1963, foi da fábrica de automóveis Studebaker-Packard Corporation, atualmente desativada. Muitos carros Studebaker apareceram no programa nesse período. Os Posts eram donos de um Lark 1962 conversível e nos cartazes de propaganda da companhia eles e Mister Ed eram mostrados com os produtos. Os Addisons tinham um Studebaker Avanti de 1962. A Ford Motor Company forneceu os veículos para a série em 1965.
- Mister Ed movia a boca quando simulava falar. Foi contada a versão de que os produtores colocaram uma pasta de amendoim em sua boca para que o cavalo a movimentasse sem parar. Alan Young teria admitido em 2004 que essa história foi inventada por ele.[5] Ele, depois. teria dito que o que havia era um pedaço de nylon na boca do cavalo, que então tentava removê-la. Supõe-se haver também efeitos através de cabos finos que faziam a cabeça do cavalo se mover.
- No primeiro filme do Dr. Dolittle, com Eddie Murphy, alguns homens estão a assistir Mr. Ed e conversam sobre o mito da pasta de amendoim.
- Outros filmes com cavalos falantes são Hot to Trot (1988) e Ready to Run (2002). O nome dos cavalos eram Don e Thunder Jam (TJ) respectivamente.